# Petru Racu
Petru Racu (Chișinău, 17 luglio 1987) è un ex calciatore moldavo, di ruolo difensore.

## Carriera

### Club
Ha giocato nel campionato moldavo, svedese, finlandese e danese.

### Nazionale
Ha esordito in nazionale nel 2010.

## Palmarès

### Competizioni nazionali
- Campionato moldavo: 3

Milsami Orhei: 2014-2015
Sheriff Tiraspol: 2017, 2018